# Tablas de Sarhua

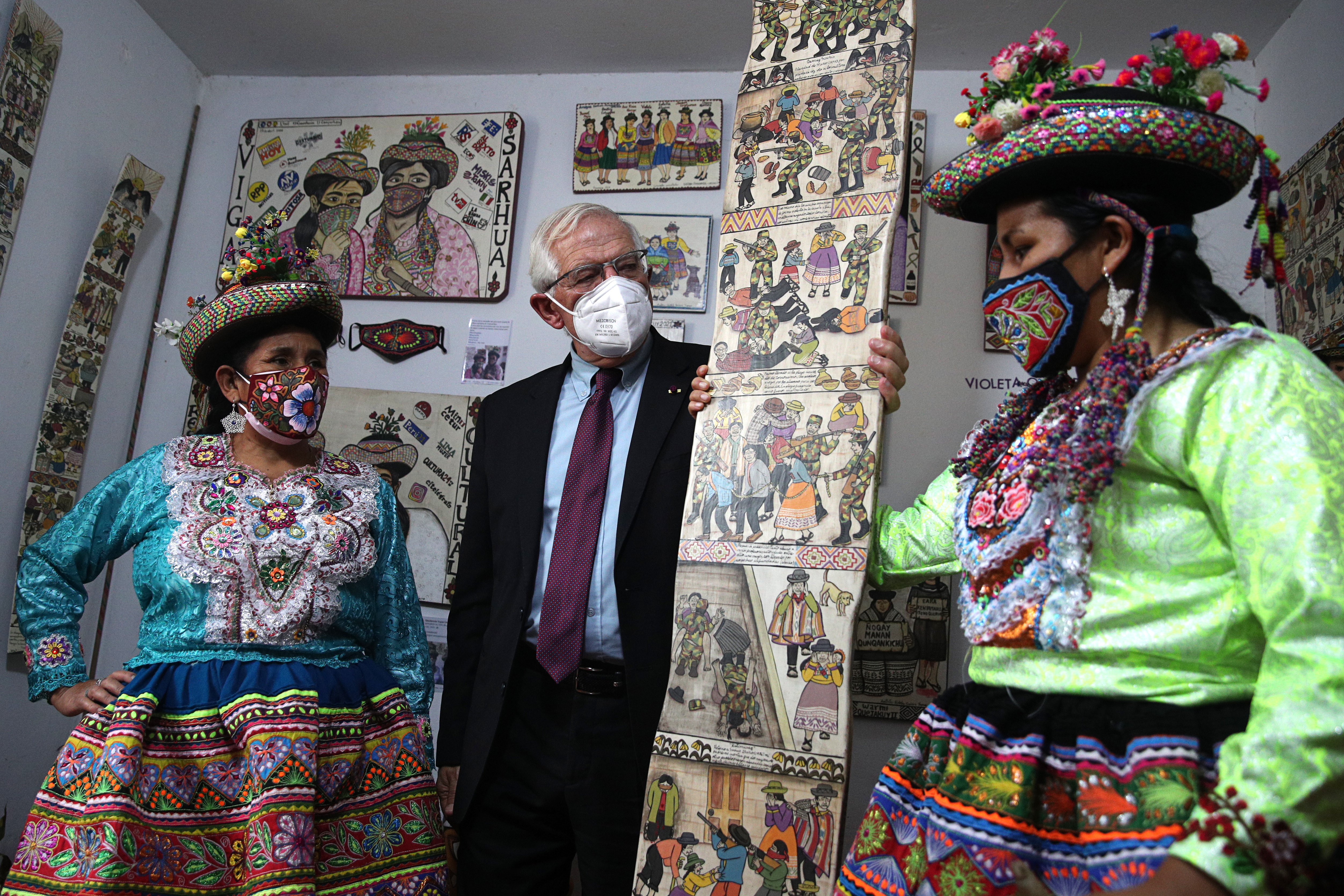
Artesanas de la comunidad de Sarhua mostrando unas tablas a Josep Borrell, alto representante de la Unión Europea para Asuntos Exteriores y Política de Seguridad.

Las tablas de Sarhua son un trabajo artístico pictórico de arte popular que expresa el modo de vida y cultura de la comunidad andina del distrito de Sarhua, un pueblo ubicado en la provincia de Víctor Fajardo en el departamento de Ayacucho. Su tradición es regalar una tabla pintada con la historia de la familia por el compadre espiritual, cuando alguien construye una nueva casa o forma una nueva familia. Cada integrante de la familia debe verse reflejado en sus labores diarias. Haciendo una descripción horizontal, que lleva un orden de interpretación pictográfica, de abajo arriba. Las tablas son pintadas con pigmentos naturales extraídos de la tierra y vegetales.

## Antecedentes
Lo que hace conocido a Sarhua es una de sus manifestaciones artísticas más originales que los intelectuales denominan arte popular, y arte contemporáneo por tener temática de la actualidad, Sarhua en ese sentido se destaca notablemente, más aún dado que es un tipo de arte que solo existe en Sarhua, y no se ha encontrado encontrado un arte similar en otra población ni andina ni en otra parte de América.
Algunos investigadores han planteado el origen virreinal de las tablas de Sarhua debido a su similitud con las vigas pintadas de los techos de las iglesias andinas a fines del periodo virreinal, así como con las pinturas de la misma iglesia de Sarhua. Sin embargo, esta semejanza solo ha sido señalada y no ha sido analizada con mayor detalle.  Luis Millones indica: las “tablas” tradicionales más antiguas tienen fechados del siglo XIX y resulta claro que se hicieron con las técnicas y no con motivos de la iglesia de Sarhua, que está colmada de decoraciones barrocas.
La hipótesis del influjo colonial, siguiendo al historiador Pablo Macera, expresa que las tablas pintadas de Sarhua vendría a ser una versión popular de un arte mural oficial virreinal propiciado en los Andes. Esta posición se sustenta, por ejemplo, en los paralelos artísticos que hay entre las tablas más antiguas y los murales interiores de la iglesia matriz del pueblo. De esta manera, varios caracteres presentes en el soporte, dibujo, pintura, texto y estilo hoy correspondientes a la tradición, se habrían definido entre los siglos XVII y XVIII, adquiriendo en el periodo republicano y, particularmente, el siglo XIX, su uso y contexto locales, aquellos con los que la pintura tradicional de Sarhua ha sido difundida en gran parte del siglo XX y lo avanzando del siglo XXI.
En tanto, los incas mandaban a confeccionar unos retratos o "quellcas" a manera de registro los periodos gubernamentales que se habían pasado; esta situación ha hecho que a las tablas de Sarhua también se les denomine de este modo. Este dato está relacionado con una crónica de Fernando de Montesinos quien también habla acerca de un lugar denominado pokencancha, algo así como un depósito o museo donde se depositaban estas quellcas. Con relación a las quellcas, estas estarían vinculadas con la cultura andina precolonial mucho más que con la influencia española.
Es así que no existe una prueba concluyente sobre el origen de las tablas de Sarhua, ya que la tabla más antigua data de fines del siglo XIX, pero que muchos investigadores han intentado ligarla a la época de los incas, pues hay crónicas que narran la aparición de “unas tablas pintadas” por aquel tiempo denominadas "quellcas". Sin embargo, dichas pinturas no necesariamente contaban historias. En recientes investigaciones se indica que esas pinturas eran mucho más abstractas y solo algunas personas especializadas podían interpretarlas, tal y como ocurría con los quipus y los "quipucamayoc". 

## Patrimonio Cultural de la Nación

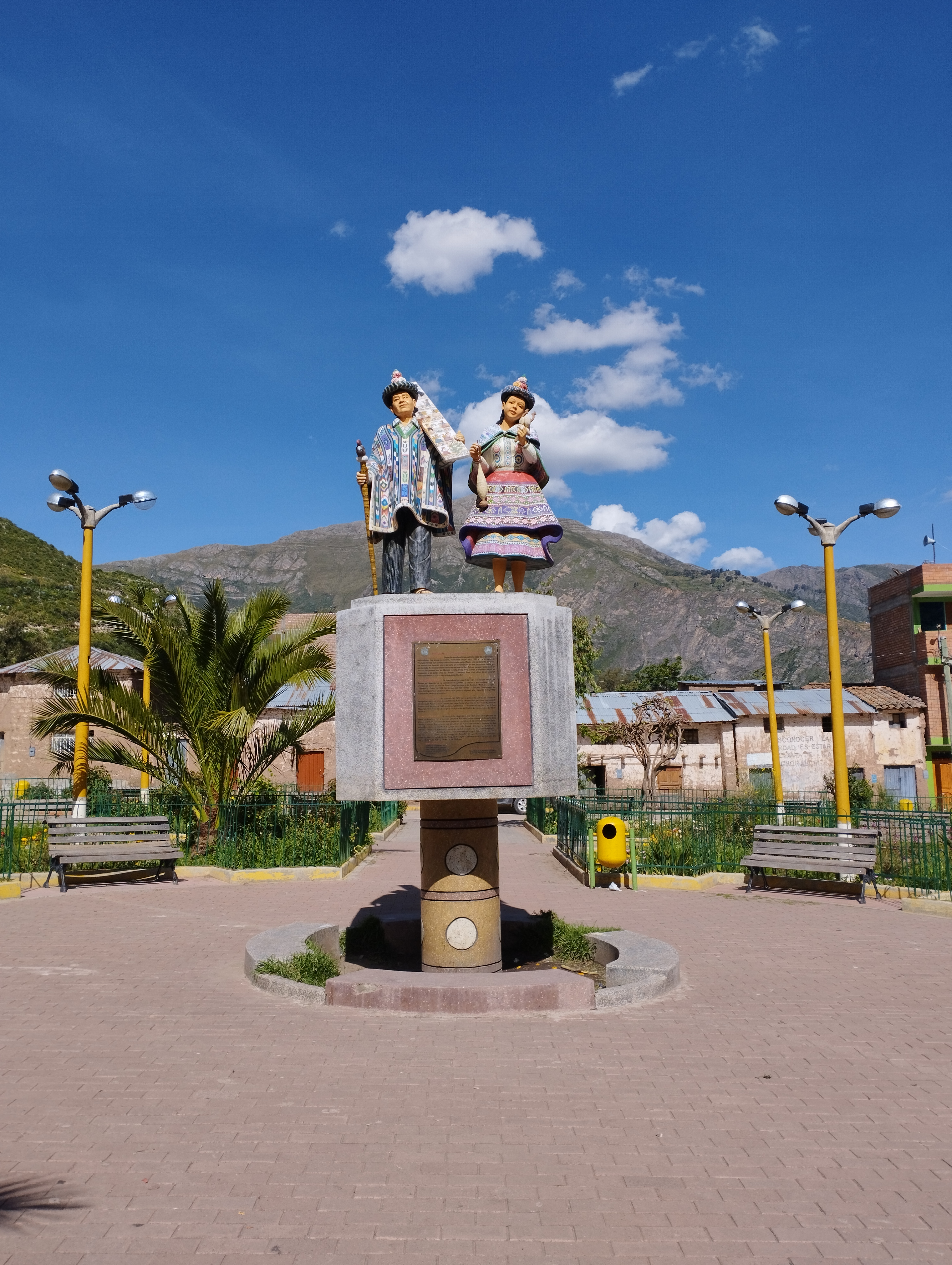
Plaza principal del distrito de Sarhua, Escultura de hombre y una mujer vestidos con sus trajes tradicionales y llevando una Tabla de Sarhua.

El 29 de octubre de 2018, la Pintura tradicional de Sarhua, conocida como Tablas de Sarhua fueron reconocidas como Patrimonio Cultural de la Nación del Perú, mediante resolución Vice Ministerial N.º 197-2018-VMPCIC-MC del Ministerio de Cultura:
Declarar como Patrimonio Cultural de la Nación a la Pintura tradicional de Sarhua conocida como Tablas de Sarhua, del distrito de Sarhua, provincia de Víctor Fajardo, departamento de Ayacucho; por constituir una herencia transmitida desde tiempos prehispánicos, siendo considerada una vía de comunicación, así como el medio para generar directrices que organicen la vida social del pueblo; por promover la manifestación de la creatividad andina y la conservación de la memoria familiar y colectiva, reproduciendo un modo particular de representación de los mundos interiores y exteriores de Sarhua, aquellos que incorporan visiones sobre ellos mismos, pero también sobre los otros; por representar un elemento cultural genuino del pueblo que sustenta la especificidad de la cultura e historia sarhuinas, ámbitos que en función de la antigüedad y vigencia de ciertos elementos, estilos y técnicas, fortalecen la identidad y el sentido de pertenencia a la comunidad.

## Tablas tradicionales
Son troncos silvestres entre 2 metros a 4 metros de altura generalmente de molle, sauce, eucalipto, o lambras. En la comunidad de Sarhua las casas son construidas con el apoyo y ayuda de mucha gente, en la práctica de los sistemas de trabajo colectivo recíproco como son la minka y el ayni. Cuando una pareja está recién casada y no tiene muchos recursos económicos (esto suele ser frecuente), ellos reciben la ayuda de sus padres, padrinos, amigos y parientes.
Estas personas se encargan de donar paja (Ichu) o calamina, piedras, troncos silvestres, víveres para la alimentación de quienes participan de este proceso y diversos materiales que son requeridos en la construcción del nuevo hogar. Cabe señalar que quien encarga la elaboración de esta pintura tradicional es el compadre del matrimonio. 
En la tabla, el artista retrata a cada persona, amigos y familiares, que ayudan en la construcción de la vivienda para que la pareja los tenga siempre presente. También se retrata a los familiares más cercanos de cada cónyuge de tal suerte que se convierte en una tabla de Sarhua genealógica. En porque se le ubica en el techo de la parte central del cuarto principal amarrada con sogas al tronco del techo. Esta es una costumbre común y así ha subsistido por casi trescientos años.
Los artistas sarhuinos realizan diversas ilustraciones con bastante destreza en un soporte plano generalmente es madera donde se manifiestan las costumbres y vivencias de la comunidad que usualmente están acompañadas de pequeños textos o leyendas que explican el contenido.

## Diversificaciones
Actualmente se pintan sobre madera y tela de diferentes formas y tamaños, también en productos utilitarios de madera así como en tela. En ellas se ilustran mitos, cuentos, leyendas, vida cotidiana, fiestas, sucesos pasados como actuales y hasta personalizados.

## Artistas

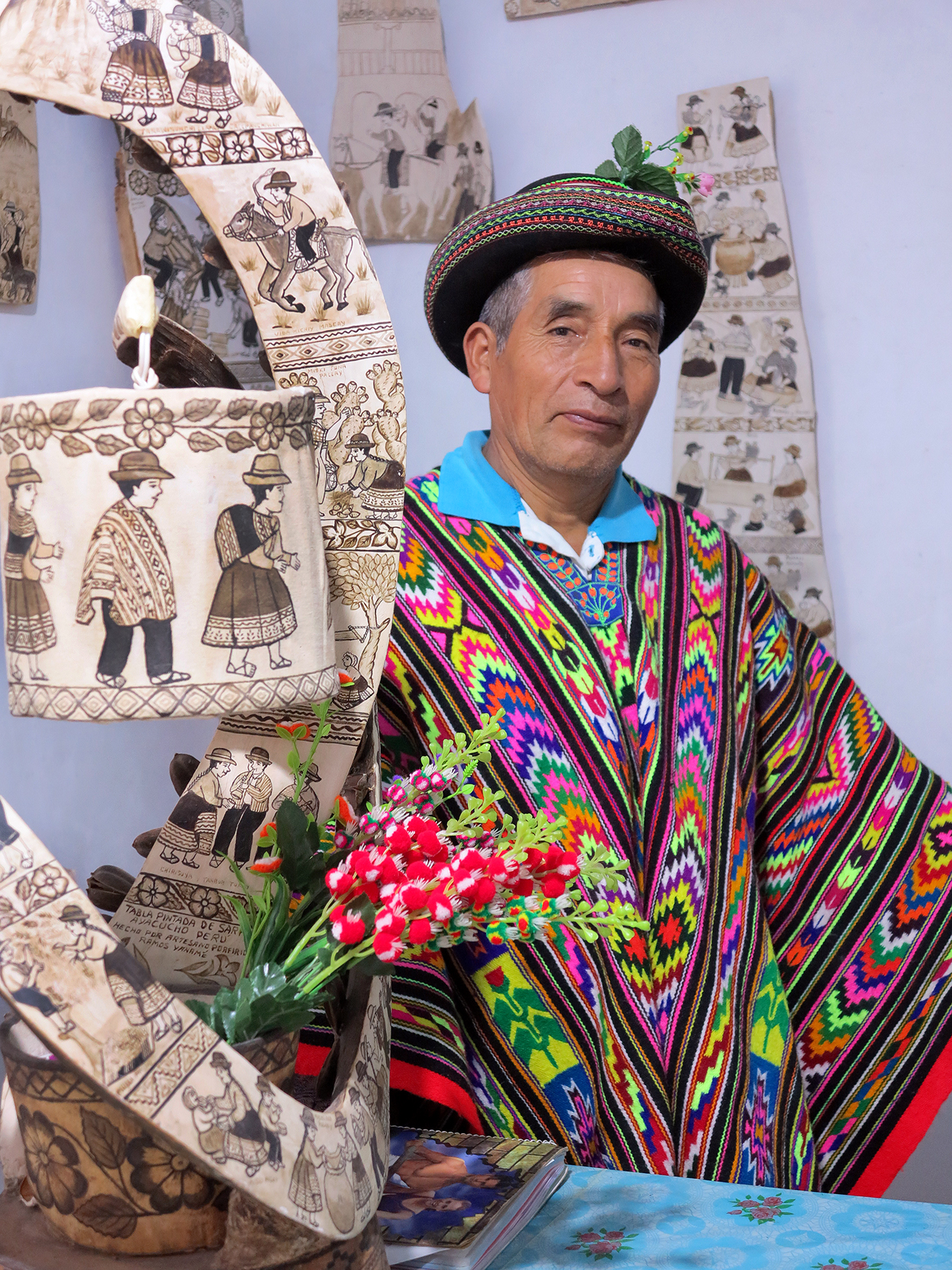
Porfirio Ramos, Ganador del Premio Nacional Medalla Joaquín López Antay 2023

### Empresa Comunal
En 1980 se funda en Sarhua una Empresa Comunal como un emprendimiento de Primitivo Evanán Poma y de algunos comuneros para trabajar las tablas y otras expresiones artísticas y culturales propios de la Comunidad de Sarhua, manteniendo las tradiciones con respecto al uso de materiales y pinturas, la iniciativa no tuvo mucho tiempo de vida, en septiembre de 1981, en el marco del desorden y caos social de la época en Ayacucho, fuerzas del Ejército incendia la Empresa Comunal y los artistas algunos se quedan y otros tienen que huir por este desorden y caos social de la época.

### Asociación de Artistas Populares de Sarhua
La Asociación de Artistas Populares de Sarhua (ADAPS) sin fines de lucro fue creada en 1982 e inscrita en Registros Públicos en 1983. Es el Taller que se formó con varias familias Sarhuinas en Lima para difundir, rescatar, valorar, promover el arte y la cultura de la Comunidad de Sarhua a nivel mundial. Son productores con sedes en Lima y Sarhua en Ayacucho. Entre sus fundadores destacan el maestro cronista Primitivo Evanán Poma, Valeriana Vivanco, Juan Quispe, y Bernardino Ramos.
ADAPS cuenta con numerosas colecciones que han sido expuestas en salas nacionales e internacionales. Su colección ¿Piraq kawsa? (¿Quién será el culpable?) fue relevante para que las Tablas de Sarhua se declare, en el año 2018, como Patrimonio Cultural de la Nación.

### Primitivo Evanán Poma
Nació en el pueblo de Sarhua en 1944. Es pintor de tablas o quellcas que ilustran diversas escenas de la vida familiar y cotidiana de los propietarios de una casa. Es considerado como el mayor exponente de las Tablas de Sarhua, artesano ayacuchano, quien ha sido distinguido por el Ministerio de Cultura como “Personalidad Meritoria de la Cultura”, en reconocimiento a la realización de una labor de trascendencia nacional para la salvaguardia de esta expresión artística que identifica a la población del distrito de Sarhua y de la región Ayacucho. Así también, sus notorios méritos le han valido ser distinguido por el Ministerio de Educación con las Palmas Artísticas en el grado de Gran Maestro.

### Familia Berrocal Evanán
Carmelon Berrocal fue un aprendiz mediante un concurso de Arte Organizado por un programa del Ministerio de Educación que organizó el Maestro Artista Pionero Primitivo Evanán Poma, pionero, promotor, rescatador y difusor del arte y cultura de Sarhua, lo descubre y le enseña sus secretos de la pintura, así se convierte en aprendiz de la Asociación de Artistas Populares de Sarhua en Chorrillos (Lima). Los familiares se contagian del espíritu del tío Primitivo Evanán Poma y dan continuidad a este Arte de Sarhua.  